# Capilla de San Salvador Nextengo
La Capilla de San Salvador Nextengo es una iglesia mexicana ubicada en la alcaldía Azcapotzalco de la Ciudad de México. El edificio fue construido en el siglo XVII por la Orden de Predicadores. En 1986 fue incluida dentro de los monumentos históricos de Azcapotzalco por el Instituto Nacional de Antropología e Historia.

## Historia
En 1562 fue construida una ermita en el pueblo de Nextongo por los indígenas del lugar, bajo la supervisión de la Orden de Predicadores. El sitio fue utilizado por los pobladores como un sitio de penitencia para pedir perdón. En el siglo XVII fue construida la capilla actual, consagrada al Divino Salvador, también denominado Señor de Nextengo. Durante el siglo XIX se construyó una capilla lateral al presbiterio, conectando ambas habitaciones mediante un arco de medio punto. En 1939 se realizaron trabajos de reparación en la iglesia. En 1967 fue modificada la fachada para instalar un ventanal. Un año después, la modificación había causado grietas en la capilla. El atrio fue reconstruido en 1973 y se colocaron cuatro ventanales en la fachada lateral. También se restauró la cantera, los mosaicos y la cubierta de las vigas. El 9 de diciembre de 1986 fue incluida dentro de los monumentos históricos de Azcapotzalco por el Instituto Nacional de Antropología e Historia. La capilla fue uno de los escenarios en que se grabó «Allá en el Rancho Grande», película que es considerada el inicio de la época de Oro del cine mexicano.

## Estructura
La fachada de la capilla está compuesta por una puerta flanqueada por dos pilastras y sobre el cual se encuentra un tablero de argamasa decorado con elementos vegetales y una representación del rostro de Cristo. En el centro de la fachada se ubica un ventanal moderno de tres vanos. Sobre ellos está espadaña, que contiene el campanario, integrado por tres campanas ubicadas dentro de sendos arcos de medio punto. La fachada está rematada con una cruz de cantera, y a sus laterales se encuentran cuatro jarrones ornamentales.